# Mathura (accantonamento)
L'accantonamento di Mathura è una suddivisione dell'India, classificata come cantonment board, di 20.408 abitanti, situata nel distretto di Mathura, nello stato federato dell'Uttar Pradesh.